# Percy Courtman
Percy Courtman (n. 14 mai 1888, Manchester⁠(d), Anglia, Regatul Unit al Marii Britanii și Irlandei – d. 2 iunie 1917, Neuville-Bourjonval, Nord-Pas-de-Calais, Franța) a fost un înotător ce a reprezentat Regatul Unit al Marii Britanii și Irlandei, medaliat olimpic. A participat la 2 ediții ale Jocurilor Olimpice (1908, 1912) în care a câștigat două medalii de bronz.